# Domestyk
Domestyk (łac: "domesticus", z gospodarstwa domowego, gr: "δομέστικος") – tytuł wojskowy, cywilny i kościelny w późnym Cesarstwie rzymskim i w Bizancjum. 

## Tytuł wojskowy
Pod koniec III wieku została utworzona w Rzymie jednostka gwardii nazwana protectores domestici, obsługująca bezpośrednio cesarza, pełniąca ponadto funkcję szkoły oficerskiej. W cesarstwie wschodnim istniała do VI wieku. Na początku VII wieku protectores domestici zniknęli z armii bizantyńskiej, utrzymała się jednak nazwa, jako tytuł związany z niektórymi oddziałami gwardii. Po utworzeniu w połowie VIII wieku tagmata, korpusów wojska zaciężnego stacjonowanych w stolicy państwa ich dowódcy zostali nazwani domestykami. Istniały zresztą pewne oboczności. Dowódca tagma aritmon był określany jako drungariusz. Natomiast na czele thema Optimaton, jednego z oddziałów stacjonowanych na prowincji, którymi przeważnie dowodzili strategowie, stał również domestyk, zaliczany przez Filoteusza do domestyków tagmata. 
Do najznaczniejszych w tym czasie należały tagmata: scholon, ekskubiton, aritmon i hikanaton. Naczelnym wodzem armii bywał najczęściej domestyk scholon. Jego roczne uposażenie wynosiło 48 funtów złota i cztery ubrania. Ponieważ o obsadzie stanowisk w cesarstwie decydował osobiście cesarz, naczelnym dowódcą zostawała często osoba cywilna lub urzędnik dworski. Według pragmatyki Filoteusza domestyk scholon zajmował piąte miejsce w państwie w hierarchii urzędniczej po synkeosie patriarchy Konstantynopola, rektorze, basileopatorze i strategu temu Antolikon. 
W drugiej połowie X wieku wraz ze wzrostem zadań armii naczelne dowództwo zostało podzielone pomiędzy domestyka Wschodu i Zachodu. Począwszy od XI wieku domestykowie Wschodu i Zachodu zaczęli być nazywani wielkimi domestykami (megas domestikos, gr.: μέγας δομέστικος). W epoce Paleologów tytuł wielkiego domestyka początkowo stracił na znaczeniu i był sytuowany poniżej prōtovestiariosa i megas stratopedarchēsa, stopniowo jednak ponownie odzyskał swe znaczenie. W połowie XIV wieku za rządów Jana Kantakuzena oznaczał pierwszą po cesarzu osobie w państwie, faktycznego szefa rządu bizantyńskiego.

## Tytuł cywilny
Od 355 roku domestyk występuje również na czele różnych biur i na wysokich stanowiskach administracyjnych. Tytuł domestyka przetrwał w administracji Bizancjum aż do okresu późnego Cesarstwa.

## Tytuł religijny
W Kościele domestyk stał na czele grup związanych ze służbą liturgiczną, szczególnie często przewodził chórom śpiewaków. Jako kierownik chóru prowadził śpiewy i aklamacje przed cesarzem i patriarchą.